# Mala Solina (jezero)
Mala Solina (također poznato pod imenama Malo jezero i Malo Blaco) je slano jezero i kriptodepresija u Hrvatskoj. Nalazi se u blizini grada Šibenika, sjeverno od sela Zablaće. Površina iznosi 121 889 m2. U jezeru se nalazi otočić.